# パリ第2大学
パンテオン・アサス大学（パンテオン・アサスだいがく、仏: Université Panthéon-Assas）は、フランス・パリに存在する大学。通称はパリ第2大学（Université Paris-II）、パリ第2（Paris-II）。

## 概要
1970年にパリ大学が13の単科大学に再編された際に誕生した、法学・経済学・政治学を中心とした大学である。当時の正式名称はパリ法学・経済学・社会科学大学（Université de droit, d'économie et de sciences sociales de Paris）であったが、1990年に現在の名称に改称された。しかしその起源はパリ大学が設立された1257年まで遡り世界最古の大学の一つである。また、ソルボンヌの思想をもっとも受け継いだ伝統的な4校の内の一つである。キャンパスは5区と6区にまたがり多くの大学が存在するカルチエ・ラタンに存在する。学生数は約18,000人。
フランス国内屈指の大学であり、特に法学と経済学に強みを持つ。

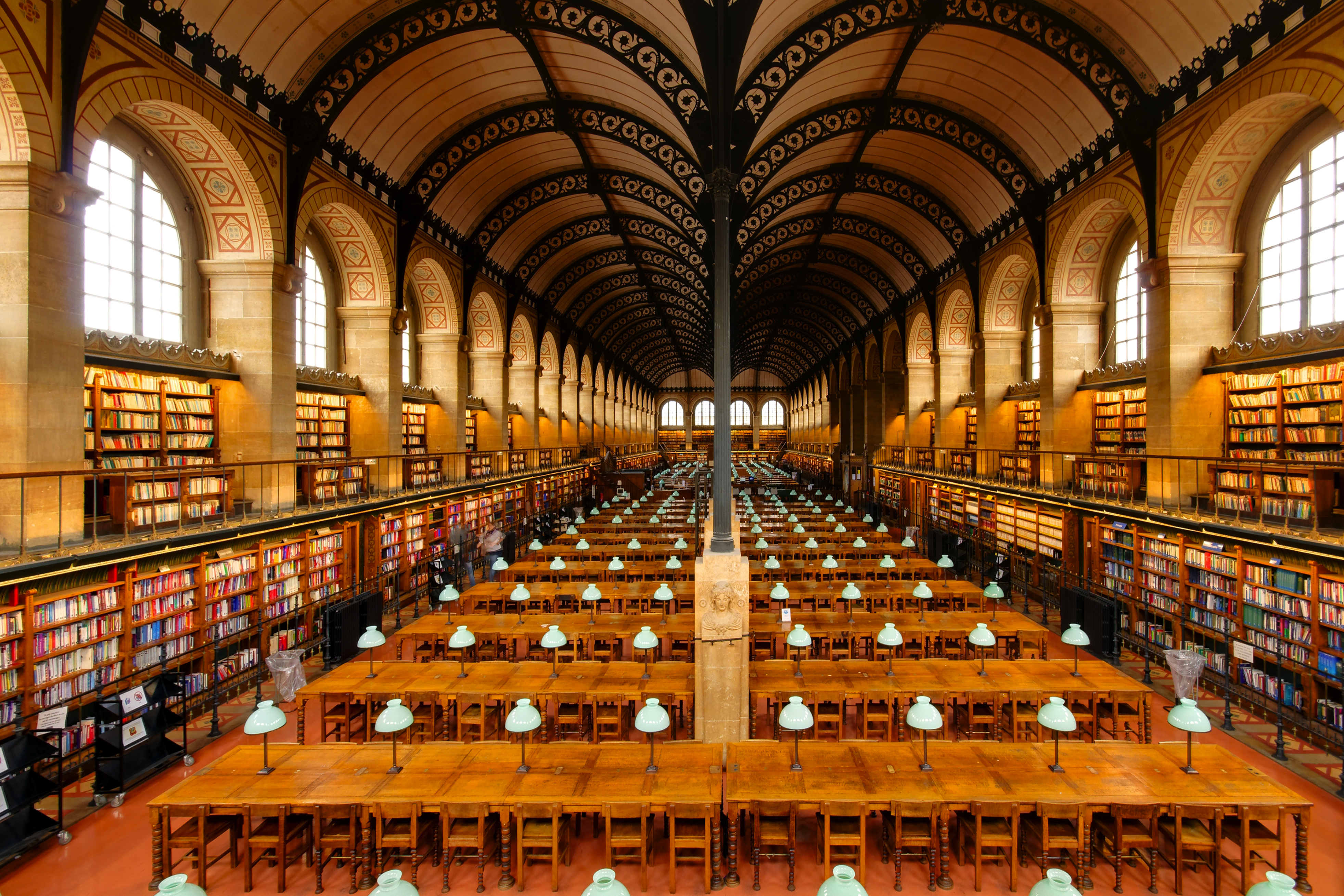
サント・ジュヌヴィエーヴ図書館の閲覧室

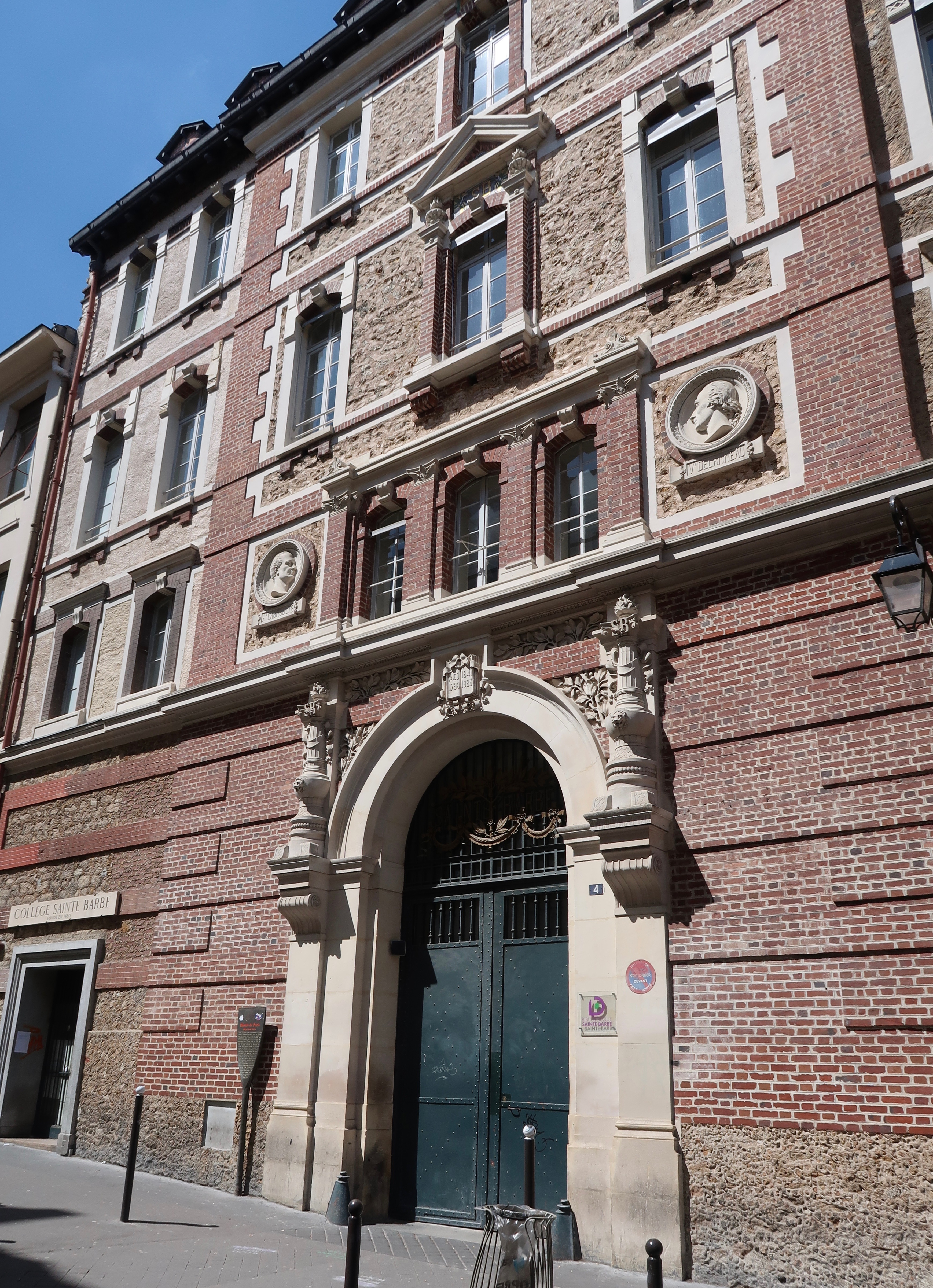
旧サント・バルブ大学のエントランス

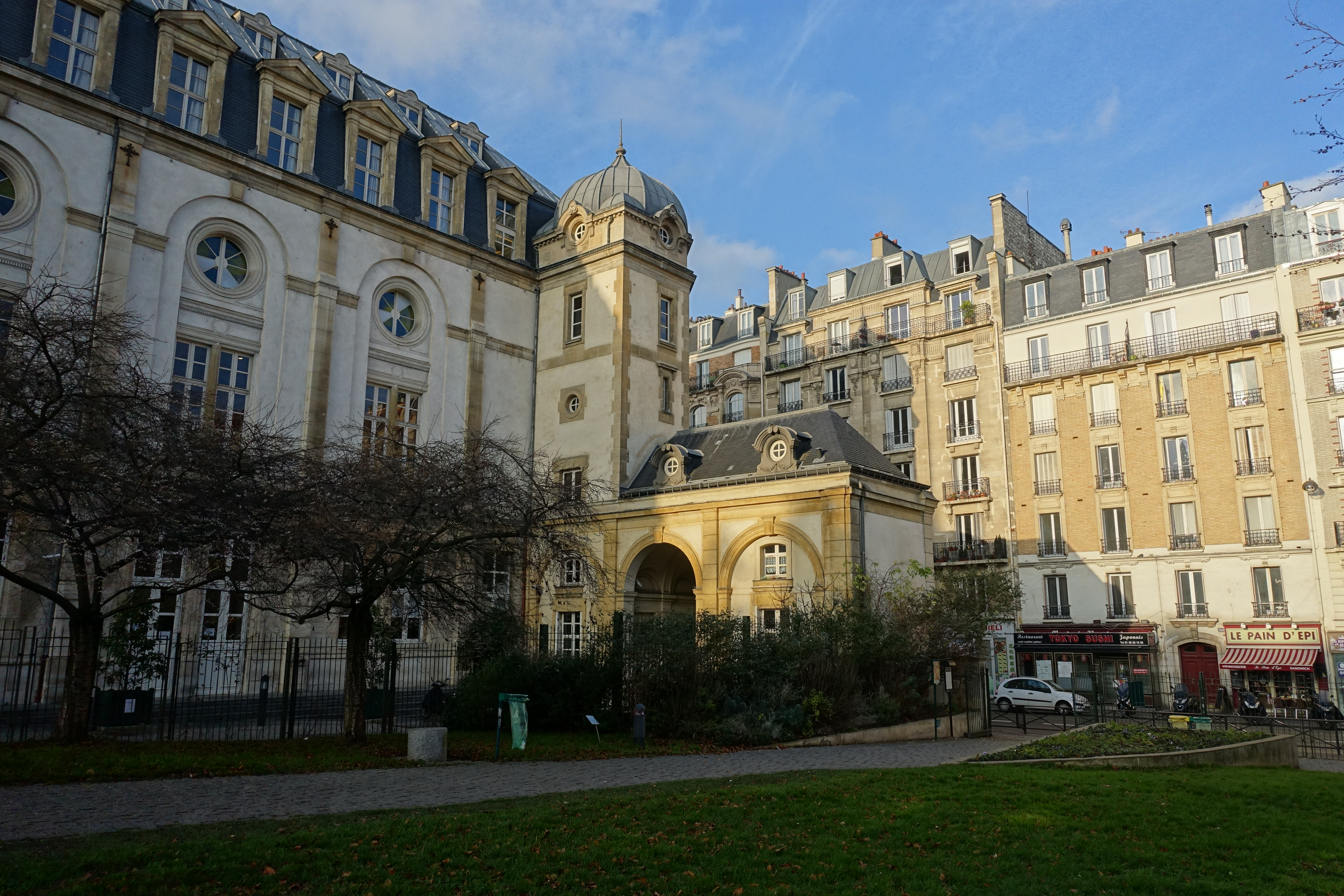
ヴォージラール通りのキャンパス

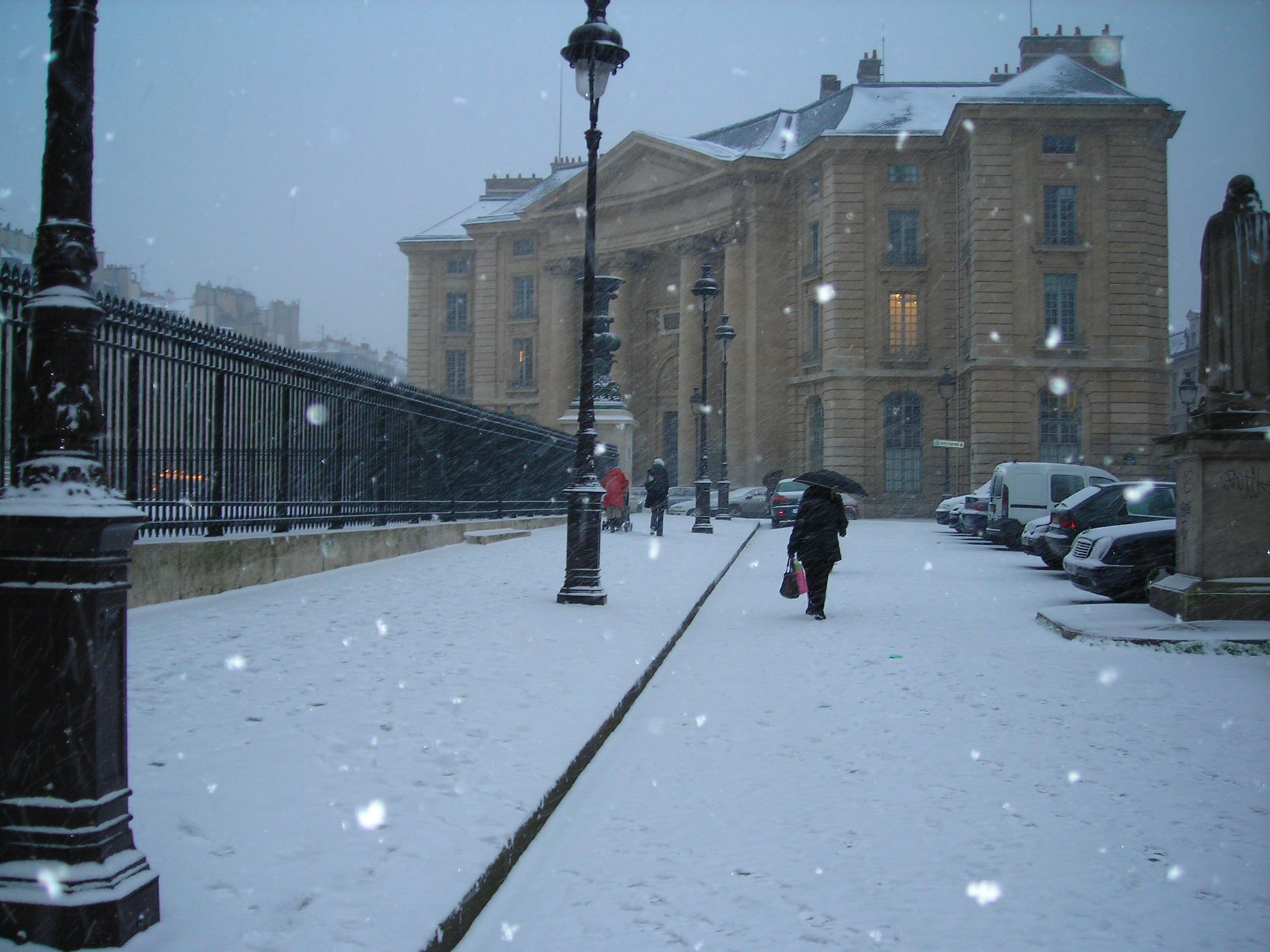
冬のパンテオンセンター

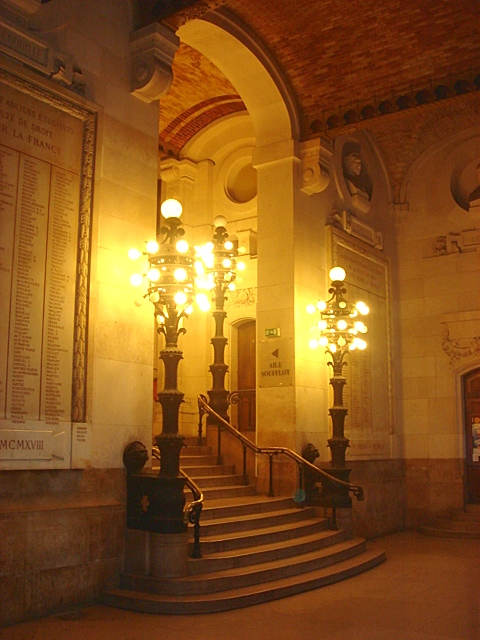
パンテオンセンター内

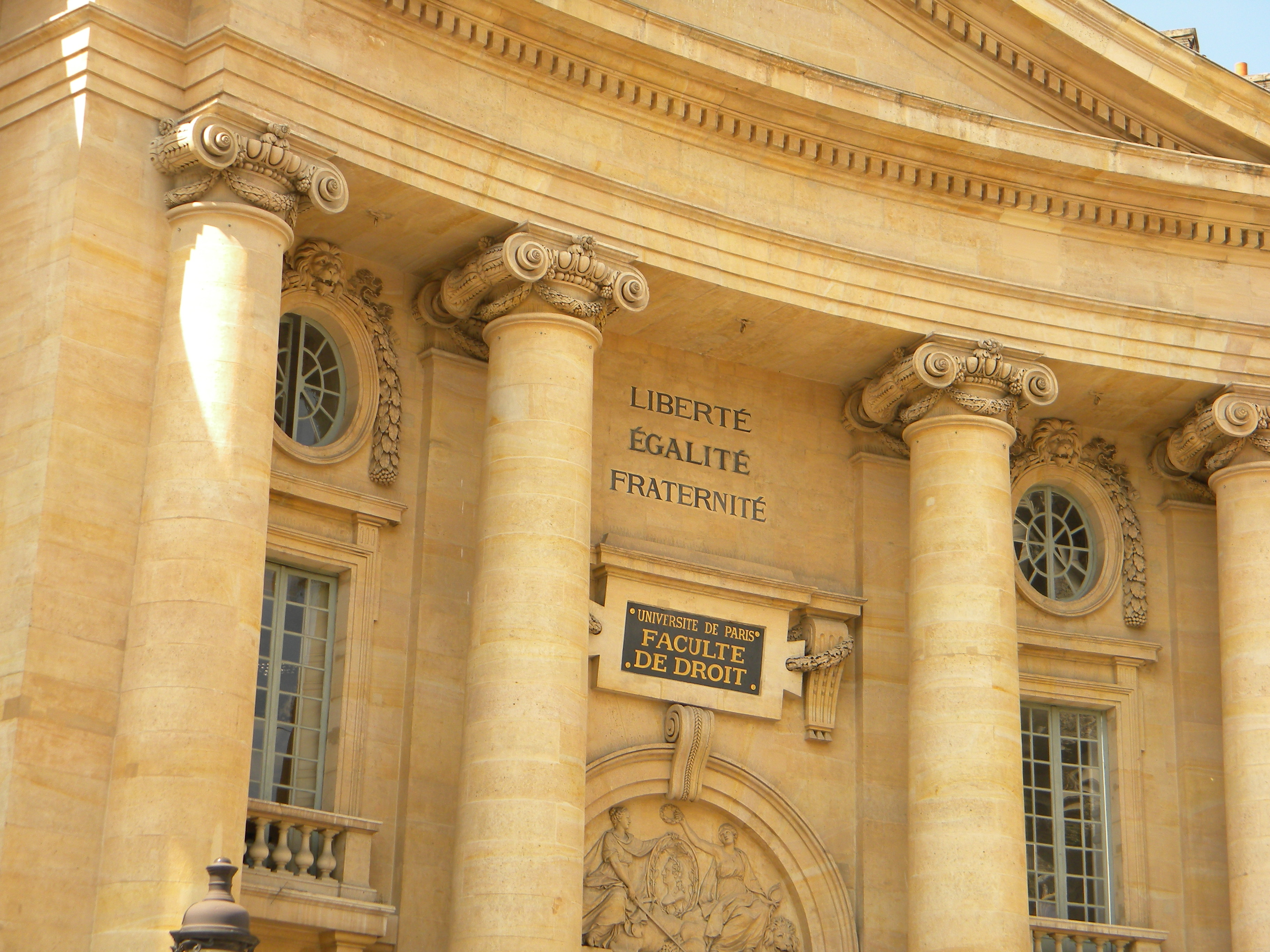
法学部棟のペディメント

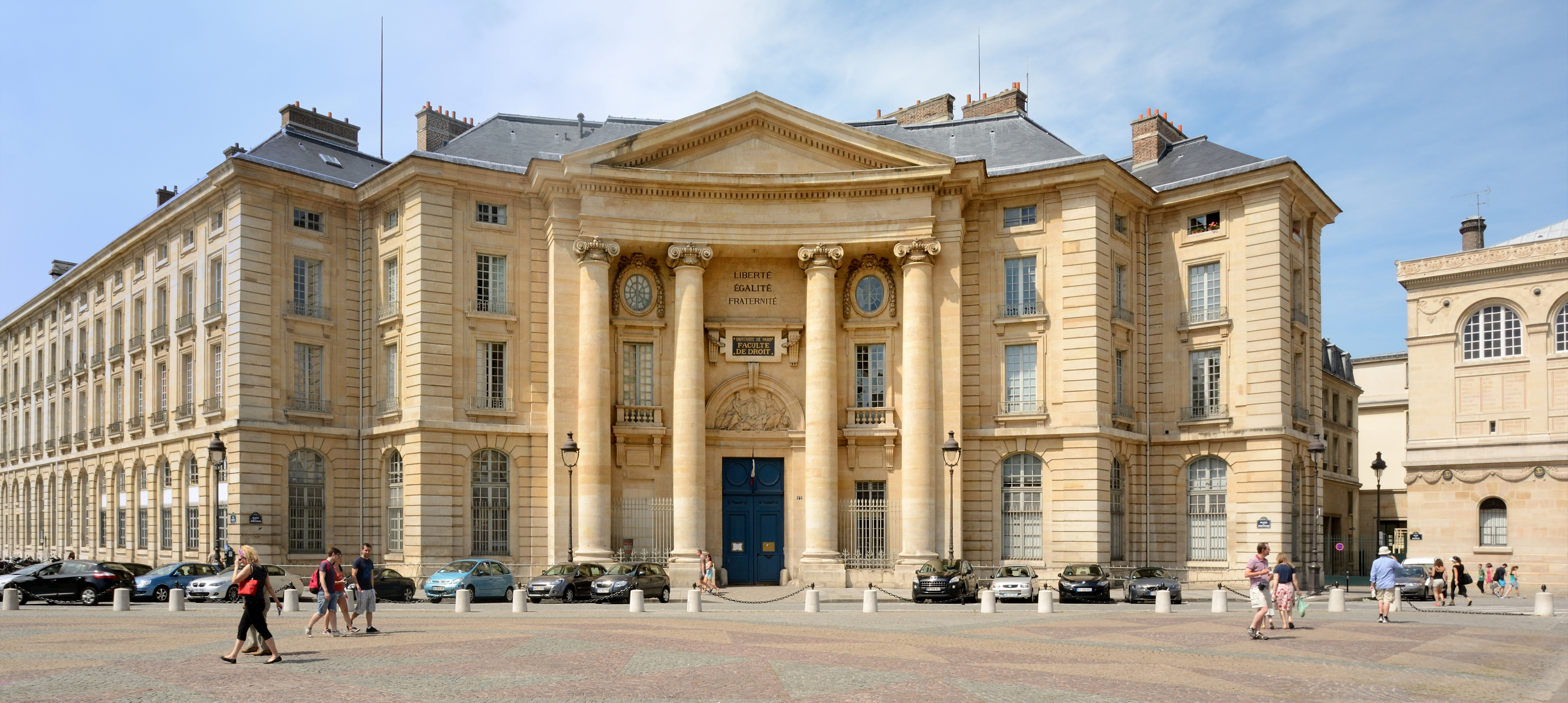
パンテオンセンター

## 教育
法学、政治学、社会科学（メディアとコミュニケーション）、経営学、経済学を専門とし、5つの博士課程と25の研究センターを設置している。年間8,600人の学生に卒業証書を発行している（在学者18,000人のうち、3,000人の外国人学生を含む）。
取得できる学位には、17種の学士号、6種の専門学士号、24種の1年制修士号（M1）、87種の2年制修士号（M2）、41種の大学が独自に発行する卒業証明書（en:Diplôme universitaire、DU）、6種の高等大学卒業証明書（Diplômes supérieurs d'université、DSU）、3種の法学修士（LL.M.）、1種の経営学修士（MBA）、1種の工学修士（fr:Cursus master en ingénierie、CMI）がある。また、23の実習コースも存在する。
また、他のフランスの高等教育機関と学術協定を結んでおり、ソルボンヌ大学では5種類のダブルディグリー（芸術史と法律、歴史と法律、歴史とメディア、科学と法律、国際関係）に対応しているほか、ESSECでは2つの修士号を取得するダブルマスターが可能である。また、パリ・ドーフィン大学では経済工学の修士号、HECパリでは国際税務の修士号、INSEADでは国際ビジネス法のLL.M.を取得できる。パリ国立高等鉱業学校でも修士号の取得に対応している。また、パンテオン・ソルボンヌ大学と共同で3つの公法学の修士課程を設置している。
また、「コレージュ」（collège、詳細は「パリ第2大学#評価」を参照のこと）の法学、経済学、欧州弁護士（Juriste européen）、仏独法、仏英法、仏伊法などのプログラムや、キングス・カレッジ・ロンドン、マギル大学、オックスフォード大学などの外国の大学とのダブルディグリーなどのコースも用意されている。
2013年度からは、「Agor@ssas」というサイトを通じて、オンラインで法学の学位を提供している。

## 研究
設置している5つの博士課程と25の研究センターのうち3つは、フランス国立科学研究センターと連携している。
約270人の教員研究者、1,000人以上の博士課程の学生がおり、毎年120近くの論文が書かれている。研究に割り当てられる年間予算は約130万ユーロである。大学の公式ウェブサイトからアクセスできる学位論文のデータベースでは、修士課程などで執筆された学術論文を無料で閲覧することができる。

## 国際関係
160を超える外国の大学と様々な分野において協力協定を締結している。外国の大学と提携し、ダブルディグリー、トリプルディグリー、統合コース（integrate course）などのプログラムを提供している。
フランス国外にも拠点を設置しており、ドバイ、モーリシャス、シンガポールに国際キャンパスが存在する。また、サイゴンやプノンペンなどの大学と提携して、一部の教育プログラムを現地の大学で提供している。

## 評価
パリ第2大学は、しばしば「フランスで一番の法学大学」と呼ばれる。
国立司法学院の入学試験では、パリ第2大学出身者の割合が高い（2011年には40％以上）。
一般的に法学においてはパリ第二大学は刑法、私法、ビジネス法に強みを持つのに対してパリ第一大学は公法、民法、行政法に強みを持つ。
名門コースとされているのがコレージュ(collège de droit/économie)という法学や経済学に特化したダブルディグリーコースであり、高い水準の学問教育を享受できる3年制システムである。卒業時には学部部レベルの学位(法学か経済学)に加えてコレージュの学位が授与される。
また、パリ第二大学独自のエリートコースとして仏英法プログラムや仏独法プログラムがあり、卒業時にはフランスの法学学位と他国の法学学位を取得できるダブルディグリーのためとても評価が高い。修士課程ではフランスの大学か他方の国の大学に進学できる。
欧州弁護士プログラムは欧州の法律をより深く理解するためのコースであり、フランス法学(学部レベル)に加えて欧州法や国際法(欧州プログラム専門コース)を履修するため多忙である。卒業生のレベルは高くフランス、ヨーロッパそして世界の法律システムを理解しているため世界的に法曹界でも政財界でも活躍出来る人材となる。
それ以外のコースも高く評価されており、総合的に見て、国内外で非常に権威のある大学である。

### 大学ランキング
英QS世界大学ランキングによると、パリ第二大学は2012年に世界で400位、2022年に600-650位に位置している。それは法学などに特化しており、医学や理工学部がないにもかかわらず、この順位はグローバル観点から見ても客観的に高い位置にあることを示している。

#### 法学
QS世界大学ランキングでは、法律分野で世界で62位にランクされている。
フィガロの全国の法学部ランキングでは、一位に輝いている。
フランスの大学調査機関トティスが実施したランキングでも全国一位となっている。
修士課程でもそのレベルの高さを窺えることが出来る。数多くのマスターが一位となっており、特に私法、刑法、商法、経済法において圧倒的な評価を誇っている。

#### 経済学とビジネス
経済学の学部課程のランキングではパリ第九大学とパリ第一大学に次いで全国三位という評価を受けている。
トティスが実施した大学ランキングでは経済、経営の分野で共に一位になった。

## 主な卒業生
- フランソワ・オランド - 第24代フランス大統領
- ドミニク・ド・ビルパン、ジャン＝ピエール・ラファラン - ジャック・シラク政権時の首相
- ジャン・フォワイエ（フランス語版） - フランスの法学者、政治家。フランス共和国憲法の制定に携わり、シャルル・ド・ゴール政権で法務大臣を務めた
- セシリア・アティヤス - 第23代フランス大統領のニコラ・サルコジの前妻
- マリーヌ・ル・ペン - 国民連合第2代党首、2017年、2022年フランス大統領選挙候補者

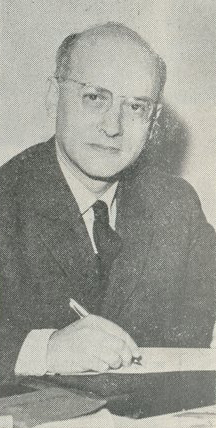
ジャン・フォワイエ